# Anders Vretblad
Anders Vretblad, född 13 augusti 1943 i Stockholm, är en svensk matematiker, författare till böckerna Algebra och Kombinatorik och Fourier Analysis and its Applications. 
Vretblad undervisade i matematik vid Uppsala universitet fram till sin pension år 2005. Han blev 1961 den förste vinnaren av Skolornas Matematiktävling.
Vretblad har även sjungit i kören Orphei Drängar och spelat bastuba i Sixten Lakes Jättesextett.